# انجمن اصلاحات انتخاباتی
انجمن اصلاحات انتخاباتی (به انگلیسی: Electoral Reform Society (ERS)) گروه فشار سیاسی مستقر در بریتانیا است که اصلاحات انتخاباتی را ترویج و تبلیغ می‌کند. هدف اصلی آن تغییر نظام انتخاباتی نخست‌نفری در آن کشور به نمایندگی تناسبی، مخصوصاً تک‌رأی انتقال‌پذیر است. این انجمن قدیمی‌ترین سازمان در زمینهٔ سیاست و اصلاحات انتخاباتی در جهان است.